# Suore della Sacra Famiglia di Savigliano
Le Suore della Sacra Famiglia di Savigliano sono un istituto religioso femminile di diritto pontificio: i membri di questa congregazione pospongono al loro nome la sigla I.S.F.

## Storia
La congregazione venne fondata a Savigliano da Giuseppina Bonino (1843-1906): il 19 marzo 1877 vestì l'abito del terz'ordine carmelitano scalzo e iniziò a dedicarsi alla cura degli orfani. Il suo esempio attrasse altre giovani e, nel 1881, la Bonino venne eletta superiora della comunità che le si era raccolta intorno.
L'8 settembre 1887 il cardinale Gaetano Alimonda, arcivescovo di Torino, eresse canonicamente il nuovo istituto, intitolato alla Sacra Famiglia, e il 6 ottobre successivo le prime dodici suore emisero la loro professione dei voti religiosi dando ufficialmente inizio alla congregazione. Le Suore della Sacra Famiglia hanno ottenuto il pontificio decreto di lode il 1º agosto del 1975.
La fondatrice è stata beatificata da papa Giovanni Paolo II il 7 maggio 1995.

## Attività e diffusione
Le suore si dedicano all'istruzione scolastica della gioventù, con una speciale attenzione per quella povera e abbandonata, al servizio ai poveri e agi ammalati e alle opere parrocchiali.
Oltre che in Italia, sono presenti in Albania, in Brasile e in Camerun. La sede generalizia è a Savigliano.
Al 31 dicembre 2005 l'istituto contava 61 religiose in 14 case.